# Auschwitz (concentratiekamp)
Auschwitz was een concentratiekampcomplex dat tijdens de Tweede Wereldoorlog door nazi-Duitsland rondom de Poolse stad Oświęcim (Duits: Auschwitz) in het geannexeerde deel van Polen werd opgezet. Auschwitz was het grootste van alle Duitse concentratiekampen en bestond aan het einde van de oorlog uit Auschwitz I (het basiskamp (Duits: Stammlager) ten zuidwesten van de stad), Auschwitz II-Birkenau (het Vernichtungslager (vernietigingskamp) ten westen van de stad), Auschwitz III-Monowitz (een werkkamp ten oosten van de stad bij de IG Farben-fabriek) en tevens tientallen subkampen.
Ongeveer 1,3 miljoen mensen werden naar Auschwitz gedeporteerd. Van hen zijn er ongeveer 1,1 miljoen om het leven gekomen; het grootste deel van de slachtoffers werd vergast.
De naam Auschwitz is symbolisch geworden voor de vernietigings- en concentratiekampen van de Duitse nationaalsocialisten (nazi's) die op vele plaatsen in Duits bezet Europa werden gebouwd tijdens de Tweede Wereldoorlog. Miljoenen mensen, merendeels Joden, maar ook personen die tot andere etnische minderheden behoorden en politieke gevangenen zijn in dergelijke kampen om het leven gekomen.
Van 1940 tot en met begin 1942 was het Auschwitz-complex voornamelijk een concentratiekamp; gevangenen kwamen om het leven door de combinatie van grove mishandeling, uithongering, dwangarbeid, slecht schoeisel en kleding, en slechte hygiëne en medische verzorging. Vanaf het begin van 1942 tot oktober 1944 was de actieve massamoord op Joden een even zo belangrijke functie van het complex.
Op 22 november 1943 werd Auschwitz administratief in drie kampen onderverdeeld: Auschwitz I, Auschwitz II-Birkenau en Auschwitz III-Monowitz. Deze onderverdeling werd onder andere uitgevoerd om de administratie van het volledige kamp-complex te vereenvoudigen. Elk van de drie kampen functioneerde op autonome wijze met zijn eigen specifieke taken.

## Plannen

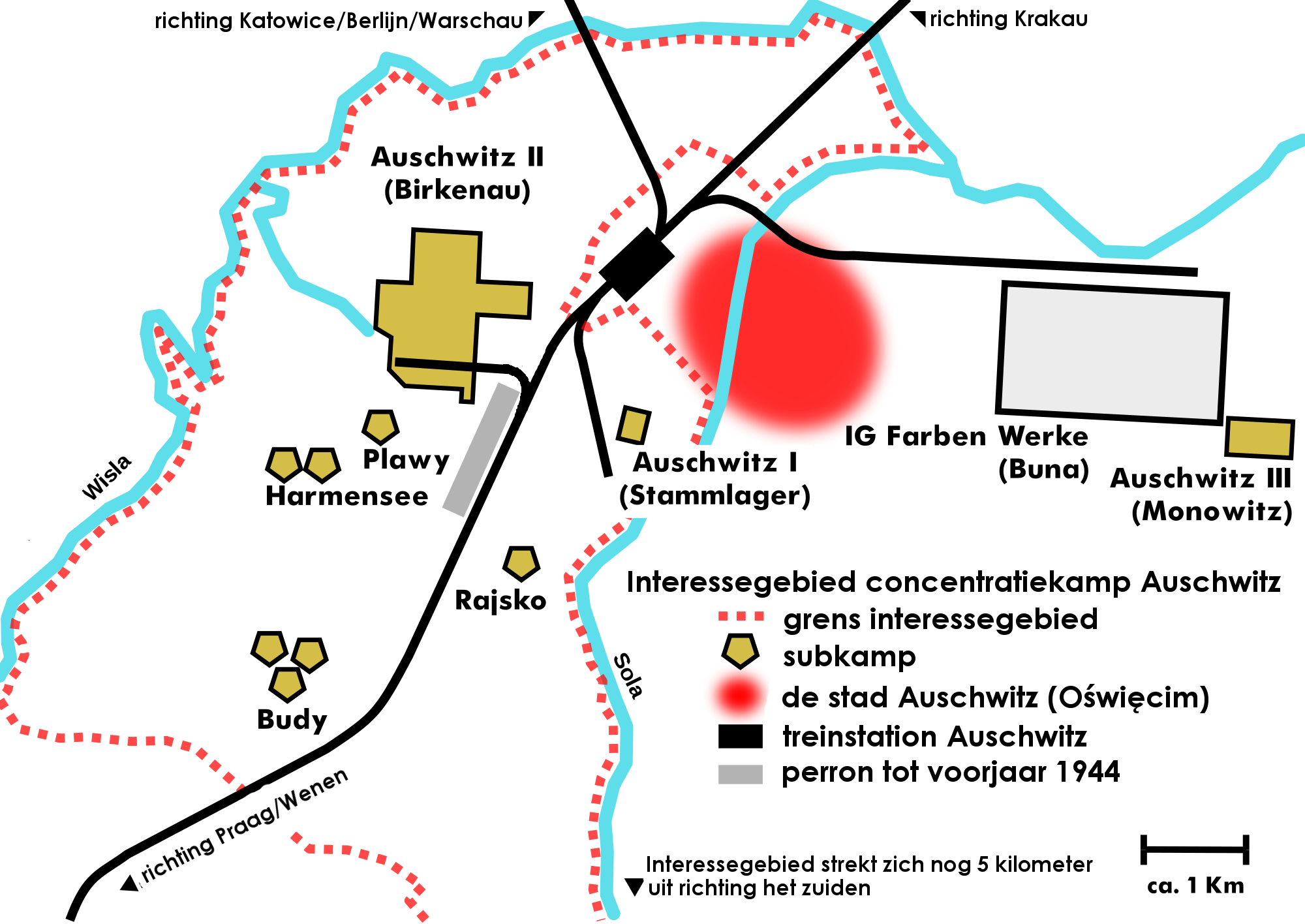
De kampen rondom de stad Auschwitz (in het rood)

Na de Duitse aanval op Polen in september 1939 kregen de Duitsers te maken met toenemende weerstand en verzet. Veel Poolse politieke tegenstanders werden opgepakt. Eind 1939 stelde SS-Gruppenführer Erich von dem Bach-Zelewski samen met de inspecteur van de Sicherheitspolizei (SiPo) Arpad Wigand voor aan Heinrich Himmler een concentratiekamp voor deze Poolse verzetsstrijders en criminelen uit Silezië te bouwen. Op 27 april 1940 gaf Reichsführer-SS Heinrich Himmler, na diverse verkennende terreininspecties, de opdracht om nabij het dorp Auschwitz - in het zuiden van Polen - een concentratiekamp te bouwen. Hiervoor werd een ommuurde Poolse legerkazerne met stenen barakken omgebouwd.
Het grondgebied dat voor de vestiging was uitgekozen lag aan de oostelijke zijde van de Moravische Poort, in een vlakte tussen de rivieren Sola en Wisła. Dit was een vochtig, drassig en ongezond gebied. Verkeerstechnisch bood deze plaats de nazi's veel voordelen omdat Auschwitz aan de spoorwegverbinding van Katowice met Krakau lag. De reeds bestaande Poolse legerkazernes in het dorpje Zasole vormden de eerste behuizing van het kampcomplex. Het gehele Sperrgebiet met werkkampen van Auschwitz besloeg uiteindelijk 40 km².
In de plannen voor het concentratiekamp was ook het voorstel inbegrepen van IG Farben voor de bouw van een fabriek voor de productie van synthetisch rubber, de zogenoemde Buna Werke. Aangezien Auschwitz over voldoende ruimte beschikte en in de omgeving voldoende water, kalk, zout, kolen en andere grondstoffen aanwezig waren, leek het concentratiekamp de nazi's een geschikte plaats voor de bouw van de fabriek. Bovendien kon IG Farben op deze wijze gebruikmaken van werkkrachten uit het concentratiekamp. Op 1 maart 1941 hadden een delegatie van IG Farben en Himmler een bespreking in Auschwitz en bezichtigden zij het kamp. Op 7 april datzelfde jaar nam in Katowice de bouw van de Bunafabriek een aanvang. Deze fabriek vormde samen met andere fabrieken van IG Farben het latere Auschwitz III-Monowitz.

## Auschwitz I (Stammlager)

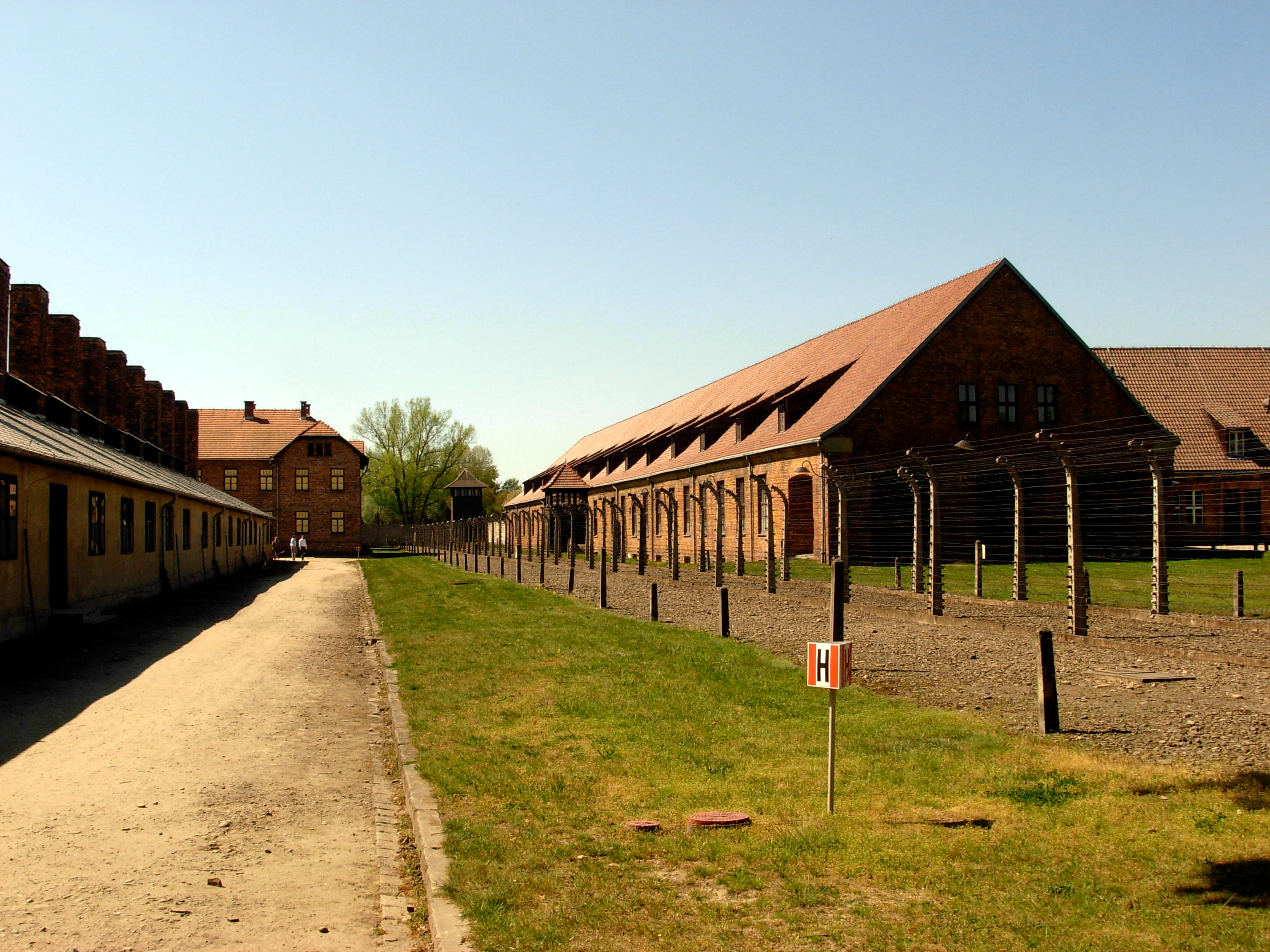
Auschwitz I bestaat uit bakstenen barakken

Auschwitz I, ook wel het Stammlager (Nederlands: basiskamp) genoemd, oorspronkelijk een kazerne, was het eerste grote kamp dat werd opgezet. Het werd in 1940 officieel als gevangenenkamp opgeleverd en deed later dienst als het administratieve centrum van het gehele Auschwitz-complex. In Auschwitz I werden ongeveer 70 000 mensen omgebracht, voornamelijk Poolse intellectuelen en Russische krijgsgevangenen. Op 5 mei 1940 werd Rudolf Höss aangesteld als kampcommandant. Het eerste gevangenentransport met dertig Duitse criminelen arriveerde op 20 mei 1940. Zij moesten samen met driehonderd Joden uit de stad Auschwitz (Pools: Oświęcim) het kamp opknappen. Vijftien SS'ers werden aangesteld als bewakers. Aanvankelijk werden in Auschwitz I achttien gebouwen als barakken gebruikt, waaronder een kampziekenhuis en een kampgevangenis. Buiten het kamp lagen twee gebouwen voor de kampstaf. Een oude munitiebunker werd omgebouwd tot crematorium om de overleden gevangenen te kunnen cremeren.
Op 14 juni 1940 kwam het eerste officiële gevangenentransport met ongeveer 720 Poolse politieke gevangenen uit Tarnów aan in Auschwitz I. Het totaal aantal gevangenen zou op 15 augustus door een transport politieke gevangenen uit Warschau oplopen tot 3200. In het eerste jaar werd het kamp gestaag uitgebreid. Heinrich Himmler gaf Höss de opdracht om de capaciteit van Auschwitz I uit te breiden tot 30 000. Tevens kreeg Höss de opdracht om bij het drie kilometer verderop gelegen Birkenau een nieuw en groter kamp te bouwen met de aanvankelijke bedoeling om daar nog eens 100 000 Russische krijgsgevangenen onder te brengen. In de eerste jaren zaten er gemiddeld tussen de dertien- en zestienduizend mensen. In 1942 nam de aanvoer van gevangenen flink toe en bereikte dit aantal de twintigduizend.

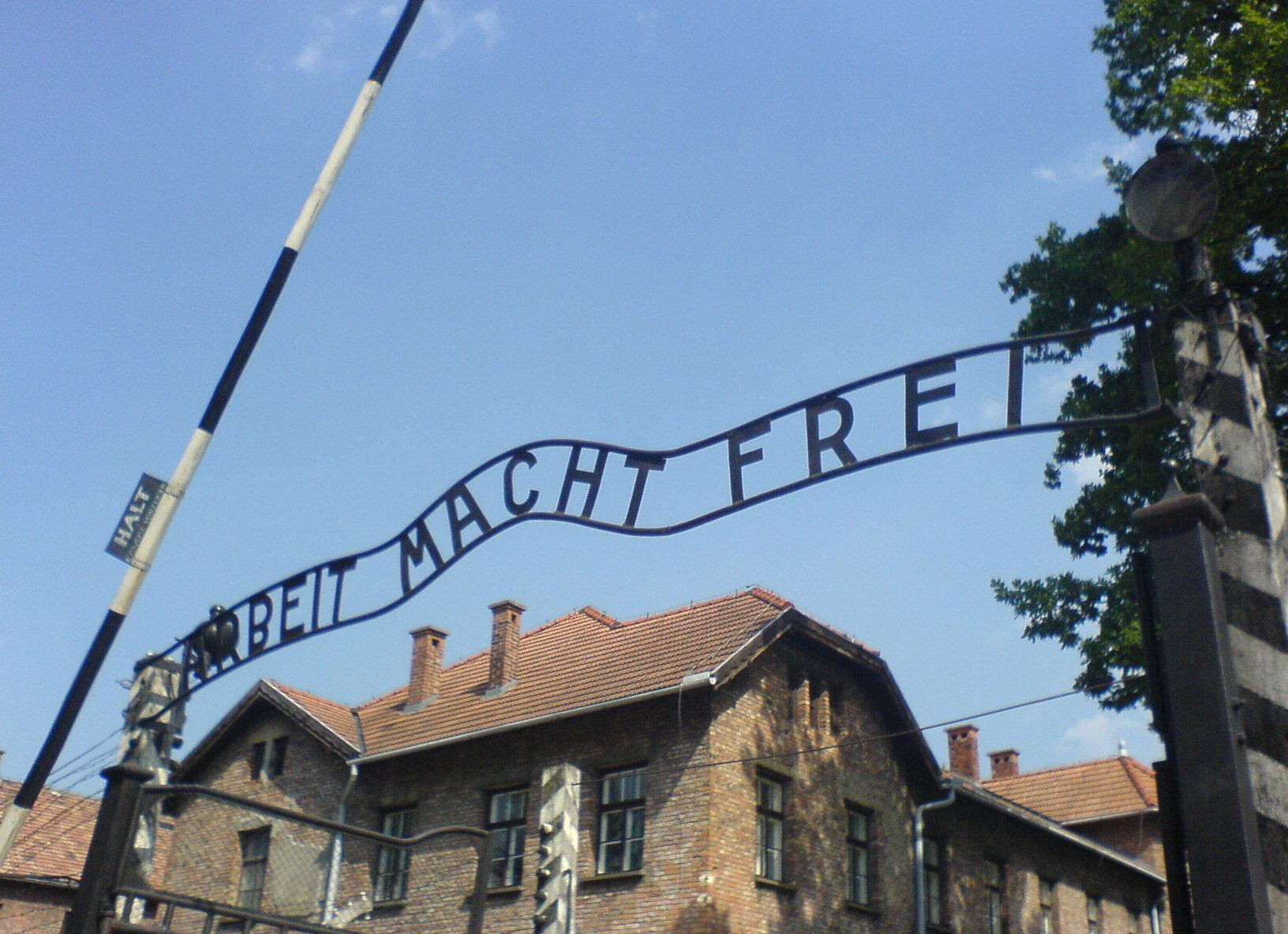
De spreuk Arbeit macht frei op de toegangspoort van Auschwitz I

De eerste vergassingen van gevangenen uit Auschwitz vonden niet in het kamp zelf plaats; deze gevangenen werden vervoerd naar gaskamers elders in Duitsland. Tot 1941 werden de meeste slachtoffers in Auschwitz I niet vergast, maar doodgeschoten. Bij afwezigheid van kampcommandant Höss bedacht waarnemer Karl Fritzsch het plan om Zyklon B - het middel waar men de kleren mee desinfecteerde - te gebruiken als gas. Eind augustus of begin september besloot Fritzsch twee proeven te doen met Zyklon B in blok 11, de kampgevangenis op Russische krijgsgevangenen. Na de vergassingen in blok 11 werd het lijkenhuis van de tot crematorium verbouwde munitiebunker omgebouwd tot een gaskamer. In december 1941 vond hier de eerste grote vergassing plaats. De uitbreiding van Auschwitz I werd gecombineerd met de bouw van een nieuw en groter crematorium. Echter, deze werd uiteindelijk opgezet in Auschwitz I (Crematorium I), maar naar als crematorium II in het nieuwe kamp, Auschwitz II-Birkenau. Crematorium I werd vervolgens omgebouwd tot een luchtafweerbunker voor de SS.
Net als in andere kampen werden in Auschwitz I medische experimenten op gevangenen uitgevoerd.
Nadat de uitbreiding van Auschwitz I en de nieuwe kampen Auschwitz II-Birkenau en Auschwitz III-Monowitz gebouwd waren, werd het belang van Auschwitz I kleiner. Het administratief hoofdkwartier bevond zich in het Stammlager, maar de nazi's legden steeds meer de nadruk op Auschwitz II-Birkenau. Auschwitz I werd nu vooral gebruikt om gevangenen onder te brengen die moesten werken in fabrieken in Auschwitz III-Monowitz of op andere plaatsen. Ook werd er vanaf juni 1943 op verzoek van Himmler in blok 24a van Auschwitz I een bordeel gevestigd, het Lagerbordell.
Van alle concentratiekampen heeft Auschwitz I de bekendste toegangspoort. Boven de ingang hangt heden ten dage nog steeds de spreuk Arbeit macht frei ("Arbeid maakt vrij"), die aan de buitenkant de indruk van een werkkamp moest wekken.

## Auschwitz II-Birkenau

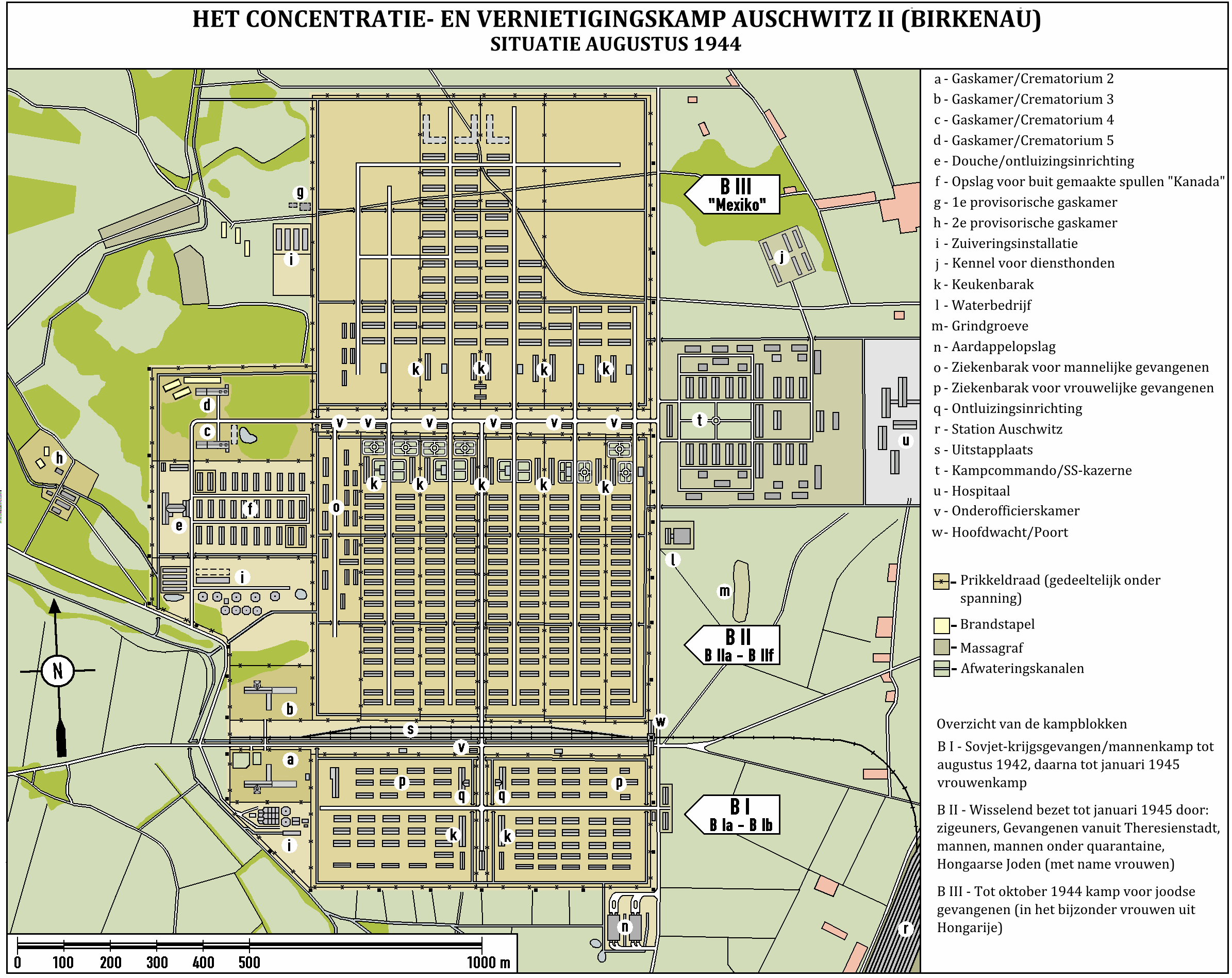
Plattegrond van Auschwitz II

Auschwitz II, ook wel Auschwitz-Birkenau genoemd, was het tweede van de drie grote kampen van Auschwitz. Auschwitz II was het vernietigingskamp, en het is dit kamp waaraan de meeste mensen denken bij het horen van de naam Auschwitz. Het werd op 1 maart 1942 officieel geopend. Het kamp bevindt zich in Birkenau, de Duitse naam voor het Poolse dorpje Brzezinka, ongeveer drie kilometer van Auschwitz I en besloeg een grote oppervlakte van 175 hectare. Behalve Joden, Sinti en Roma werden ook veel andere burgers uit de toen bezette gebieden, waaronder zo'n 40 000 Vlaamse arbeiders en bedienden die als werkweigeraars waren opgepakt, in Auschwitz II gevangen gehouden.
Het nieuwe kamp bij Auschwitz was aanvankelijk niet voor Joden, maar voor Russische krijgsgevangenen bedoeld. In de herfst van 1941 arriveerden 10 000 Russische krijgsgevangenen om te beginnen met de bouw van het nieuwe kamp, Auschwitz-Birkenau. Het dorp Birkenau was in juli al ontruimd en deels afgebroken.
Tijdens de bouw van het nieuwe kamp werden ook gaskamers aangebracht. De Duitsers hadden sinds september 1941 al diverse keren in Auschwitz I geëxperimenteerd met Zyklon B. Toen werd al duidelijk dat Auschwitz I geen geschikte plaats was om een massamoord uit te voeren. Zyklon B was daarentegen, mits in de juiste hoeveelheid gebruikt, wel effectief. Twee leegstaande boerderijen werden omgebouwd tot gaskamers.
In 1942, na de voltooiing van de twee gaskamers, speelde Auschwitz een steeds belangrijkere rol bij het doden van de Joden in het kader van de Endlösung der Judenfrage. Auschwitz bleef in dat jaar echter nog ver achter bij de andere vernietigingskampen, zoals Treblinka en Bełżec. Vanaf de zomer van 1942 ging Auschwitz II een sleutelrol spelen in het doden van de Europese Joden. Door de aanleg van vier crematoria met gaskamers werd de capaciteit aanzienlijk vergroot.
De meeste mensen kwamen in Auschwitz-Birkenau aan per trein, vaak na een dagenlange reis in goederenwagons. In 1944 werd de spoorlijn tot in het kamp nabij de gaskamers doorgetrokken en werd het vernietigingsproces nog grootschaliger uitgevoerd.

## Auschwitz III-Monowitz
Auschwitz III, ook wel Auschwitz-Monowitz genoemd, was het laatste van de drie grote kampen van Auschwitz. Officieel was Auschwitz III een subkamp, maar vanwege de grootte werd het ook wel als hoofdkamp gezien. Auschwitz III was het werkkamp, waar bedrijven als IG Farben en Krupp Stahl vestigingen hadden.
Hoewel Monowitz geen vernietigingskamp was, had het een opvallend hoog sterftecijfer. Van de bijna vierduizend gevangenen die eind 1942 in het kamp waren, leefden er in februari nog maar tweeduizend. Tot oktober 1944 werd ook in Auschwitz III-Monowitz aan selecties gedaan. Er werden 7295 dwangarbeiders wegens ziekte of verzwakking teruggestuurd naar het Stammlager, waar de meeste van hen omkwamen in de gaskamers. Er wordt aangenomen dat er 20 000 tot 25 000 gevangenen van Auschwitz III om het leven zijn gekomen. Hierbij dient te worden opgemerkt dat dit gaat om personen die in Auschwitz III zelf om het leven zijn gekomen en niet om personen die na terugzending in het Stammlager omkwamen.

## Organisatiestructuur
De organisatie van Auschwitz bestond uit zeven afdelingen (kampcommandant, politieke afdeling, kampadministratie, dwangarbeid, economische administratie, medische afdeling en de SS-eenheid welzijn en opleiding). Daarnaast waren er nog enkele administratieve eenheden die verantwoordelijk waren voor zaken zoals de bouw, hygiëne, voedsel en uitrusting. Al deze afdelingen hadden eigen verantwoordelijkheden, maar de politieke afdeling was bij uitstek de belangrijkste.
In de loop der jaren werd het SS-garnizoen in Auschwitz gestaag uitgebreid. In 1941 waren er zevenhonderd SS'ers in Auschwitz, in juni 1942 was dat aantal opgelopen tot tweeduizend. In april 1944 beschikte de SS over ruim drieduizend SS'ers en in augustus van dat jaar was het aantal opgelopen tot 3300 mannen en vrouwen. De piek werd midden januari 1945 bereikt. Terwijl de evacuatie van het kamp in volle gang was, waren er 4480 mannelijke en 71 vrouwelijke SS'ers in het kamp. Gedurende het bestaan van het kamp deden er in totaal 7000 tot 7200 verschillende SS'ers dienst. Gegevens over 1209 SS'ers wijzen uit dat deze mensen nauwelijks een opleiding hadden genoten. Zeventig procent van hen had slechts basisonderwijs genoten, 21,5 procent middelbaar onderwijs en slechts 5,5 procent had hoger onderwijs gevolgd. Van deze laatste groep was het merendeel arts of architect.
De meerderheid van het SS-garnizoen bestond uit Duitsers met een Duitse nationaliteit (Reichsdeutscher). Er was eveneens een grote groep Duitsers zonder Duitse nationaliteit (Volksdeutscher). Deze waren meestal afkomstig uit de landen als Tsjechië, Roemenië, Slowakije en Hongarije. Deze groep werd met de jaren relatief gezien steeds groter, maar nam in 1944 af toen oude Wehrmacht- en Luftwaffesoldaten werden gestationeerd in Auschwitz.

#### Kampdirecteuren

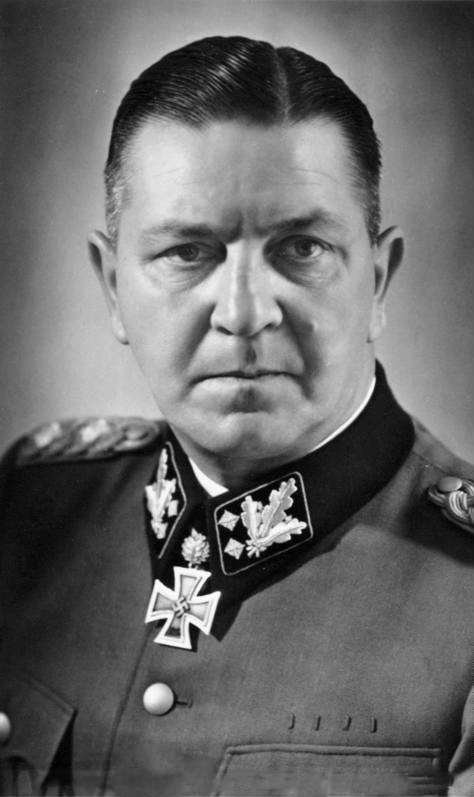
Theodor Eicke legde al in 1933 de basis voor de omgangsregels met gevangenen in de concentratiekampen

De kampcommandant was de hoogste bevelhebber van het kamp. De SS-Schutzhaftlagerführer (kampdirecteur) was de tweede man in de hiërarchie. Hij was verantwoordelijk voor de aansturing van de Rapportführer (verantwoordelijk voor de geschreven rapporten), de Blockführer (verantwoordelijk voor de zaken per gevangenenblok) en de Kommandoführer (verantwoordelijk voor de dwangarbeid).
Met de uitbreiding van Auschwitz werd ook het aantal posten van directeur uitgebreid. Alle sectoren in Auschwitz II werden bestuurd door een directeur. In Auschwitz III en al zijn subkampen werden ook directeuren neergezet die verantwoordelijk waren voor de dagelijkse gang van zaken in het kamp.

#### Politieke afdeling
De politieke afdeling (Afdeling II) was de leidende afdeling in het vernietigingsproces. De ambtenaren in de politieke afdeling waren afkomstig van de Gestapo en de Kriminalpolizei. De politieke afdeling moest haar bevindingen rapporteren aan zowel de kampcommandant als het Reichssicherheitshauptamt. De politieke afdeling werd aanvankelijk geleid door SS-Untersturmführer Maximilian Grabner en later door SS-Untersturmführer Hans Schurz.
De politieke afdeling had veel inspraak bij het vrijlaten van gevangenen, het bijhouden van persoonlijke dossiers en het beheer van de crematoria. Bovendien was ze verantwoordelijk voor de omgang van de SS'ers met de gevangenen en het verzet in het kamp. Daarnaast was de afdeling belast met de aansturing van het vernietigingsproces. Al deze aspecten zorgden ervoor dat de politieke afdeling de belangrijkste afdeling in Auschwitz was.

### Omgang met gevangenen
Wreedheid jegens tegenstanders en inferieur geachte personen was een wezenlijk kenmerk van de ideologie van het nationaalsocialisme. Op 1 oktober 1933 gaf Theodor Eicke instructies over de omgang van de SS'ers met de gevangenen. Eicke liet weten dat de gevangenen als vijanden van het Rijk moesten worden gezien en daarom ruw aangepakt moesten worden. De SS'ers mochten niet op een menselijke manier met de gevangenen omgaan, want dit werd gezien als een zacht karakter of zelfs een gebrek aan karakter. Deze manier van omgang met gevangenen gold in ieder concentratiekamp, dus ook Auschwitz. Vele jaren van indoctrinatie zorgden er uiteindelijk voor dat de SS'ers in staat waren om op onmenselijke en respectloze manier om te gaan met de gevangenen.

### Vrouwen
Vanaf 1942 werden ook vrouwen gestationeerd in Auschwitz. Het pas geopende vrouwenkamp lag hieraan ten grondslag, maar ook een tekort aan personeel was een belangrijke reden. De vrouwen behoorden officieel niet tot de SS, die een volledig mannelijke organisatie was. De vrouwen moesten een contract tekenen, waardoor ze werden gerekend tot de leden van de SS-Gefolge. Ze stonden echter net als de mannelijke SS'ers onder leiding van de kampcommandant. Ze deden vooral dienst als opzichters (Aufseherinnen) in het vrouwenkamp. Later werden de vrouwen ook ingezet tussen de mannen. Naast het fungeren als opzichter, waren er ook vrouwen die dienstdeden bij de communicatieafdeling van het kamp. Zij werden gezien als SS-Helferinnen. Deze groep was relatief gezien vrij klein. Daarnaast werkten er nog vrouwen bij het Duitse Rode Kruis dat dienstdeed in Auschwitz.

### Commandanten
Net als de andere kampen beschikte ook Auschwitz over een kampcommandant. De eerste commandant was SS-Obersturmbannführer Rudolf Höss (mei 1940-november 1943). Hij werd opgevolgd door SS-Obersturmbannführer Arthur Liebehenschel (november 1943-mei 1944), die op zijn beurt weer werd opgevolgd door SS-Sturmbannführer Richard Baer (mei 1944-januari 1945). Höss kreeg tijdens Aktion Höss (mei 1944-juli 1944) tijdelijk opnieuw zeggenschap over een groot deel van het kamp.
Na de eerste reorganisatie kregen Auschwitz II en Auschwitz III een eigen kampcommandant. Auschwitz II werd vanaf november 1943 geleid door SS-Sturmbannführer Friedrich Hartjenstein, die in november 1944 werd opgevolgd door SS-Hauptsturmführer Josef Kramer. Auschwitz III kwam vanaf 1943 onder leiding te staan van SS-Hauptsturmführer Heinrich Schwarz, die deze functie behield tot het einde van het kamp.
De kampcommandant had de complete leiding over het kamp en het daarbij behorende SS garnizoen. Hij moest op zijn beurt verantwoording afleggen aan de Inspectiedienst van de Concentratiekampen. Nadat deze instantie op 3 maart 1942 onderdeel werd van de Wirtschaftsverwaltungshauptamt (SS-WVHA), kwam Auschwitz onder het bevel van Amtsgruppe D van het SS-WVHA.

## Muziek in het kamp

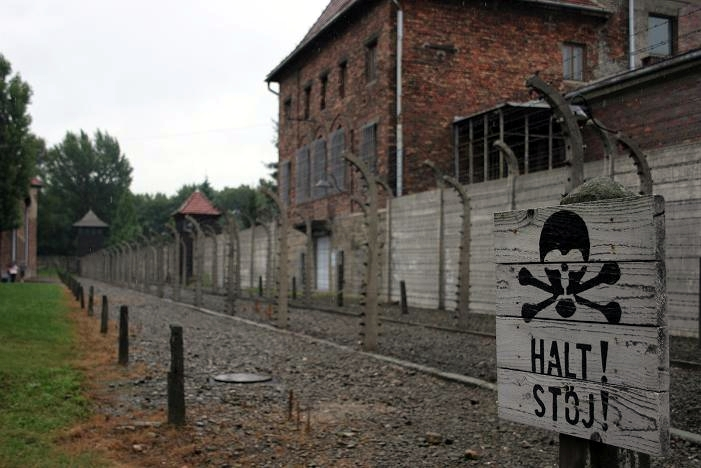
Foto genomen vanuit het kamp Auschwitz I

Evenals in andere concentratie- en vernietigingskampen werd ook in Auschwitz muziek gemaakt door gevangenen. In december 1940 werd door de SS een orkest dat uit gevangenen bestond samengesteld. Auschwitz was hiermee het eerste kamp dat over een orkest beschikte. Auschwitz I en Auschwitz II hadden samen al zes verschillende orkesten, waarvan één zelfs 100 tot 120 leden telde.
Dit droeg bij aan een cynische en sadistische sfeer: de gevangenen die dagelijks het kamp verlieten om dwangarbeid te verrichten marcheerden op orkestmuziek door de poort. Terwijl het orkest aan hun linkerkant vrolijke muziek stond te spelen, werden aan de rechterkant de lichamen van vermoorde gevangenen opgestapeld als afschrikwekkend voorbeeld. Bij terugkomst van de dwangarbeid buiten het kamp, werden de uitgeputte gevangenen, terwijl zij hun tijdens het werk overleden lotgenoten via de poort het kamp in droegen, eveneens begeleid door hetzelfde orkest. In tegenstelling tot de indruk die de meeste films over Auschwitz geven, werden de meeste Joden in Auschwitz II-Birkenau gevangen gehouden. Zij gingen dus niet door deze poort. Er was ook sprake van zogenoemde begeleidingsmuziek; muziek tijdens de tocht naar de galg, bij het uitdelen van lijfstraffen of bij de weg naar de gaskamers. Op zondagen werd vaak opgetreden op de appelplaats of in de kampblokken. Er werd hier gespeeld voor zowel de kampleiding als voor de medegevangenen.
De leden van het orkest hadden het voordeel dat ze vrijwel altijd vrijgesteld waren van zwaar werk. Ze werden bovendien beter gehuisvest en kregen beter te eten dan de overige gevangenen. Men had door het maken van muziek dus aanzienlijk meer kans om te overleven. Echt goed hadden de leden van het orkest het echter niet: violiste Jetty Cantor was er na de bevrijding zo slecht aan toe dat zij maanden op krukken moest lopen.

## Kampmuseum
Binnen het kamp van Auschwitz I bevond zich in Blok 24 (het eerste blok achter de poort) een door de leiding goedgekeurd kampmuseum, het Lagermuseum. Dat was opmerkelijk, omdat iedere vorm van kunst binnen een kamp verboden was. Aanvankelijk werd de inrichting van het museum bepaald door van de gevangenen en vermoorden in beslag genomen objecten tentoon te stellen, zoals medailles, prenten, munten, vlaggen, Poolse klederdrachten en Joodse religieuze objecten, en was bedoeld hen belachelijk te maken en te vernederen. Aanleiding voor de oprichting van het uitgebreidere museum was het betrappen van de gevangengenomen Poolse verzetsstrijder en kunstschilder Franciszek Tangosz (1912-1974) door kampcommandant Höss bij het vervaardigen van een schilderij. Höss zag mogelijkheden zijn schilderijenverzameling uit te breiden door Tangosz voor zich te laten werken en bij bezoek van zijn hogere leiding met deze werken indruk te maken. Tangosz werd aangesteld als beheerder van het museum en kon ook een groep oprichten van mede-kunstenaars, zodat ook meer gevangenen door diverse kunstuitingen, zoals het vervaardigen van tekeningen, schilderijen, miniatuur beeldhouwwerken, muziekpartituren enz., zichzelf langer konden onttrekken aan zware lichamelijke dwangarbeid. Op de slaapzalen in het blok zijn muurtekeningen te zien. Het was zelfs mogelijk voor deze gevangenen geïllustreerde en door de kampleiding geautoriseerde brieven naar huis te sturen, met in de illustraties verborgen boodschappen of uitingen van hun gevoelens. Hoge SS-officieren konden de schilderijen naar huis meenemen. Met gestolen tekenmateriaal werden ook illegale werkjes gemaakt, zoals een bewaard gebleven sprookjesboekje.
Het museum is te bezichtigen en omvat een collectie van ruim 2000 kunstwerken. Dit museum dient niet te worden verward met het Staatsmuseum Auschwitz-Birkenau, dat zich aan de rand van Oświęcim bevindt.

## Vluchtpogingen en verzet

### Verzet en opstand

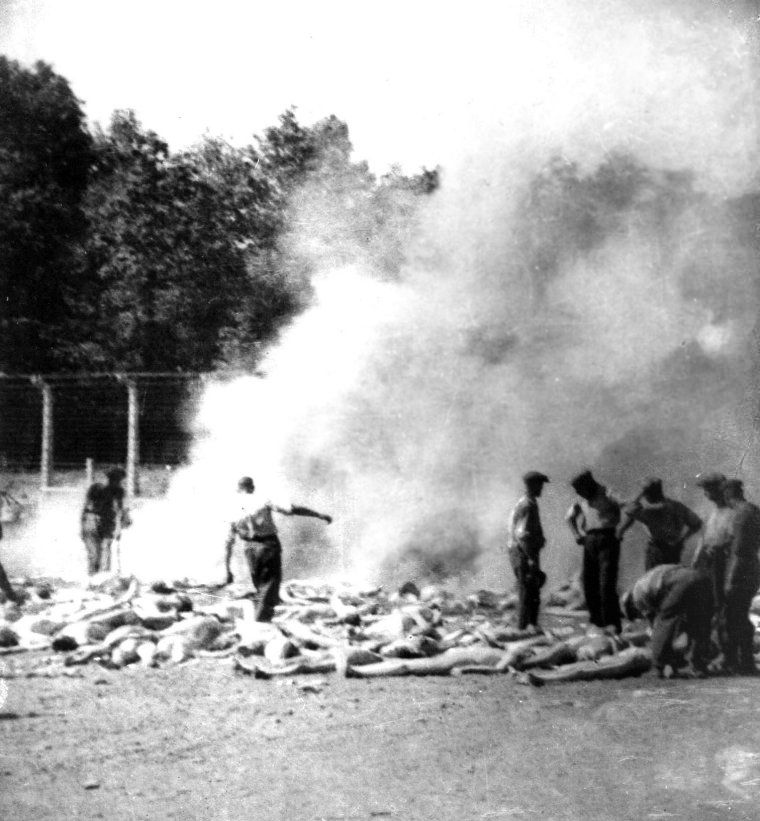
Door het verzet binnen het Sonderkommando in het geheim gemaakte opnamen van lijkverbrandingen. Foto's zijn uit het kamp gesmokkeld in de hoop dat actie zou worden ondernomen.

Ondanks het gevaar dat het met zich meebracht, waren er verzetsgroepen in de kampen van Auschwitz. Het verzet had te kampen met extra grote moeilijkheden. Zo was er steeds verraad van niet-Joodse medegevangenen. Velen van hen hoopten op deze manier de dood te ontspringen en wilden niets riskeren. Vaak traden deze verraders op als handlangers van de SS en namen ze de voor het verzet belangrijke functies waar. Nieuwe leden werden meestal niet toegelaten tot het verzet. Hoe kleiner de groep, des te minder kans op verraad. Bovendien waren de meeste nieuwelingen te 'traag' vanwege de nieuwe situatie waarin ze terechtgekomen waren. De Russische krijgsgevangenen waren gedecimeerd tot een kleine groep, waarvan dus ook al weinig steun uit kon gaan. De groep politieke gevangenen in het kamp had te kampen met politieke tegenstellingen en nationaliteit, hetgeen achterdocht ten opzichte van elkaar in de hand werkte. Naast deze factoren was het voor het verzet lastig om te communiceren met de andere kampen, doordat de kampen enkele kilometers van elkaar verwijderd lagen. Hierdoor was in wezen elk kamp op zichzelf aangewezen.
De taak die het verzet zich moest stellen voor verschillende kampen was bovendien niet gelijk. Voor Auschwitz II, waar de vergassingen plaatsvonden, was het doel het ontregelen van het uitroeiingsapparaat door zo veel mogelijk onderdelen te vernietigen. Het verzet in dit vernietigingskamp kon maar door één bepaalde groep met succes worden uitgevoerd: het Sonderkommando. Het verzet in Auschwitz I en Auschwitz III was er vooral op gericht om bij nadering van het front te voorkomen dat de SS'ers de gevangenen zouden liquideren.

### Opstand in Auschwitz-Birkenau
In Auschwitz II kwam het op 7 oktober 1944 tot een georganiseerde opstand. De opstand zou worden begonnen door het Sonderkommando. De leden van het Sonderkommando vormden de werkkrachten in de verschillende crematoria: hun taak was het verbranden van de lijken. Het was de bedoeling de gaskamers en crematoria met explosieven op te blazen. Het is gelukt crematorium IV buiten gebruik te stellen.

### Individuele ontsnappingen
Ongeveer zevenhonderd gevangenen probeerden tijdens hun gevangenschap in Auschwitz te ontsnappen, en ongeveer driehonderd van hen slaagden hierin. Op mislukte ontsnappingspogingen stond vaak uithongering als straf. Na een succesvolle ontsnappingspoging werd de eventuele familie van de betreffende persoon opgepakt en naar Auschwitz gezonden. Bovendien werden tien willekeurige personen uitgehongerd tot ze dood neervielen. Eind juli 1941 ontsnapten er drie gevangenen, wat voor SS-Hauptsturmführer Karl Fritzsch, de plaatsvervangend kampcommandant, aanleiding was om 10 mensen uit te kiezen die de hongerdood zouden moeten sterven. Toen een van hen, Franciszek Gajowniczek, uitriep: "Mijn vrouw, mijn kinderen", stelde Maximiliaan Kolbe zich beschikbaar om zijn plaats in te nemen. Dit werd geaccepteerd.
In juni 1944 probeerde Mala Zimetbaum samen met Edek Galinski te ontsnappen. Ze wilde tevens deportatielijsten het kamp uit smokkelen, waarvan ze een kopie had omdat ze op het kantoor van de Lagerleitung werkte als vertaalster. Op 6 juli werden beiden gearresteerd nabij de Slowaakse grens en ter dood veroordeeld. Galinski pleegde voor de executie zelfmoord, en Zimetbaum stierf na een mislukte zelfmoordpoging alsnog door de martelingen van SS'ers.

## Geallieerde kennis van het kamp

### Witold Pilecki
De Poolse verzetsman Witold Pilecki is, voor zover bekend, de enige persoon die zich op vrijwillige basis in Auschwitz gevangen liet zetten. Hij bracht in totaal 945 dagen door in het kamp, alvorens te ontsnappen. Vanaf oktober 1940 stuurde hij diverse rapporten over het kamp en de massamoord naar de Armia Krajowa, het Poolse verzetsleger. Dit kon hij doen omdat hij een kleine verzetsgroep in Auschwitz had georganiseerd. Vanaf maart 1941 werden zijn bevindingen via het Poolse verzet aan de Britse overheid geleverd.
Deze rapporten waren de belangrijkste bronnen van informatie over Auschwitz voor de westerse geallieerden. Pilecki hoopte dat de geallieerden wapens in of nabij het kamp zouden droppen, waardoor men van binnenuit een opstand kon forceren. Indien dit niet door zou gaan, hoopte hij op een dropping door de Poolse Eerste Onafhankelijke Parachutistenbrigade of een frontale aanval door de Armia Krajowa.
In 1943 realiseerde Pilecki zich dat geen van deze plannen bestond. In de nacht van 26-27 april 1943 ontsnapte hij tijdens zijn nachtdienst buiten het kamp. Samen met twee anderen overmeesterde hij een bewaker, sneed de telefoonlijn door en nam enkele belangrijke documenten mee.
Nadat Pilecki was ontsnapt, zocht hij contact met de Armia Krajowa. Het gedetailleerde rapport over de massamoord die zich in Auschwitz voltrok werd naar Londen gebracht, maar de Britse autoriteiten weigerden de Armia Krajowa luchtondersteuning te verlenen bij een aanval op Auschwitz. Het verzetsleger wilde op deze manier de gevangenen laten ontsnappen en de gaskamers en crematoria onschadelijk maken. Een luchtaanval was zeer risicovol en de rapporten van het Poolse verzet waren voor de Britten niet voldoende bewijs om hieraan mee te helpen. Men dacht dat de rapporten ietwat waren overdreven door de Polen. De Armia Krajowa zelf kwam tot de conclusie dat ze te weinig manschappen had voor een frontale aanval.

### Vrba-Wetzler-rapport
Het Vrba-Wetzler-rapport, ook bekend als "Auschwitz-protocollen", was een rapport waaruit gedetailleerde informatie naar voren kwam over de massamoord die zich voltrok in Auschwitz. Het Vrba-Wetzler-rapport werd gezien als een van de belangrijkste inlichtingsbronnen voor de geallieerden.
Alfred Wetzler was op 7 maart 1944 getuige van een moord op 4000 Joden die afkomstig waren uit Theresienstadt. Direct na aankomst werden ze vergast. Een tweede transport uit Theresienstadt bracht Rudolf Vrba in Auschwitz. Hij werkte eerst in "Kanada" en later als administrateur. In die laatste functie kwam hij meer te weten over de gang van zaken in het kamp. Vrba en Wetzler besloten om het kamp te ontvluchten en de gebeurtenissen in Auschwitz aan de buitenwereld bekend te maken. Op 7 april 1944 beraamden de jonge Joden een plan om uit Auschwitz II-Birkenau te ontsnappen. Ze namen gedetailleerde informatie mee, zoals een plattegrond van Auschwitz en het aantal vermoorde gevangenen.
Toen ze enkele dagen na hun ontsnapping in Slowakije aankwamen, stelden ze een rapport op. Vrba schreef zeer gedetailleerde informatie over binnenkomende transporten en tatoeagenummers van werkcommando's. Met het publiceren van het rapport werd dus duidelijk dat alle gedeporteerden uit de westerse landen niet tewerkgesteld waren, maar vergast. Toen zowel Wetzler als Vrba klaar waren met het rapport, kregen ze nog hulp van enkele vluchtelingen, die getuige waren geweest van de vergassing van de eerste groep Hongaarse Joden op 15 mei 1944. Zij vulden het rapport met deze details aan.
Het rapport werd naar Londen gesmokkeld, waar het midden juni aankwam. De Amerikanen werden direct op de hoogte gesteld van de situatie. Delen uit het rapport werden op 15 juni door de BBC openbaar gemaakt, en op 20 juni werden delen door The New York Times gepubliceerd. Doordat bekend was dat de Hongaarse Joden de volgende slachtoffers waren, werd de druk op president Miklós Horthy flink opgevoerd. Richard Lichtheim, medewerker van het Jewish Agency in Genève, liet de Britse autoriteiten weten dat de moord op de Hongaarse Joden kon worden gestopt en hij had daarbij drie doelwitten in gedachten: hij wilde de spoorlijnen van Hongarije naar Auschwitz bombarderen, Auschwitz II-Birkenau onbruikbaar maken en alle regeringsgebouwen in Boedapest platleggen.
De Britten zagen wel wat in het voorstel, maar de Amerikanen vonden de operatie te riskant. Roosevelt deed nog wel een oproep aan Horthy om de deportaties te staken. Toen er op 2 juli, bij een Amerikaanse aanval op een Duits rangeerterrein, toch enkele regeringsgebouwen werden verwoest, meende Horthy dat dit een vergeldingsactie was. Vijf dagen na het bombardement gaf hij het bevel om de deportaties te stoppen. Ongeveer 170 000 Hongaarse Joden werden niet gedeporteerd.
Op 25 november 1944 werd het rapport door de Amerikaanse War Refugee Board voor het eerst in zijn geheel gepubliceerd.

### Overige kennis

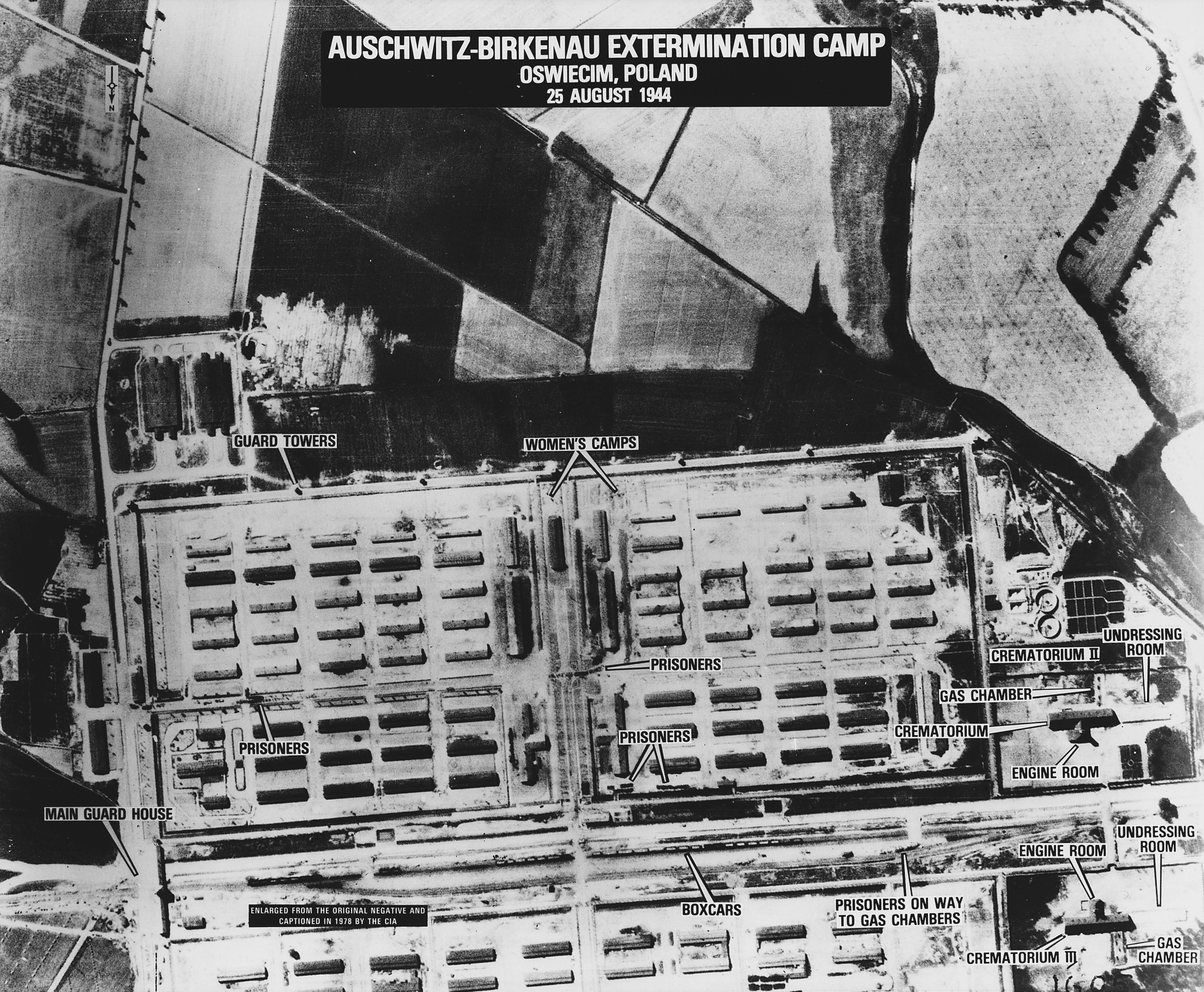
Geallieerde luchtfoto genomen van Auschwitz II. Fotolabels zijn in de jaren zeventig toegevoegd.

Naast de twee belangrijke rapporten die door ex-gevangenen werden geschreven hadden de geallieerden nog meer kennis over het bestaan van het kamp. Sinds 31 mei 1944 bezaten de geallieerden gedetailleerde luchtopnames van alle grote kampen. In de lente van 1944 wilden de Duitsers onderhandelen met de geallieerden, ze boden aan één miljoen Joden te ruilen voor 10 000 vrachtwagens. Een Hongaarse Jood moest de onderhandelingen leiden, waarmee hij de verantwoordelijkheid kreeg voor het leven van één miljoen mensen, voornamelijk landgenoten. De geallieerden gingen echter niet op het aanbod van de nazi's in, omdat ze zich niet wilden laten chanteren.

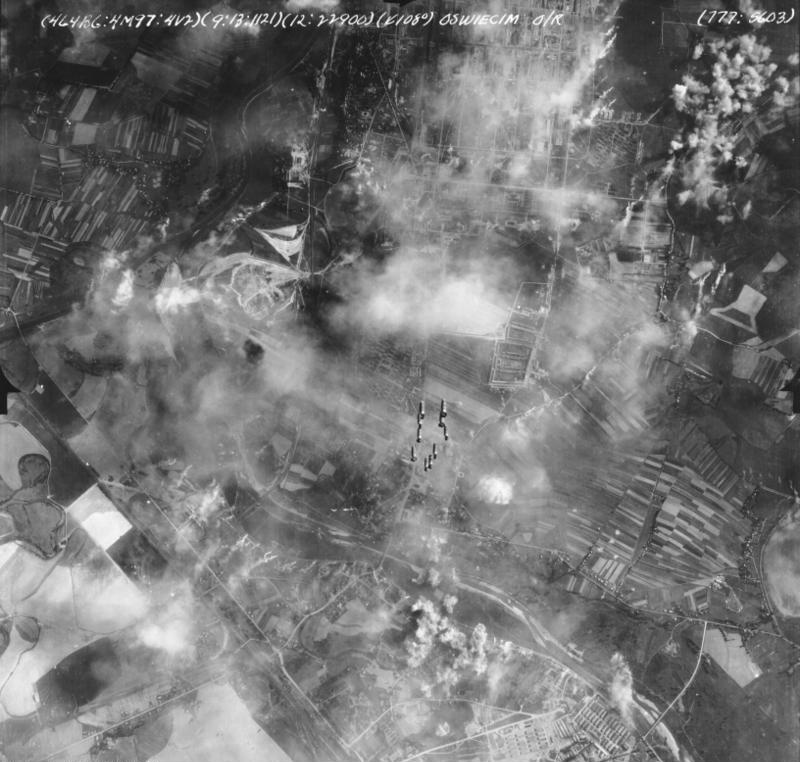
Luchtopnamen van vallende bommen op het Auschwitzfabriekscomplex

Uit verslagen gemaakt rond die tijd blijkt dat de geallieerden ook niet over de middelen beschikten om een miljoen Joden op te vangen en van voedsel en medische verzorging te voorzien. Na het mislukken van de onderhandelingen werden de Hongaarse Joden afgevoerd naar Auschwitz. Op 13 september 1944 werd er door de geallieerden een kleine aanvalspoging ondernomen. Amerikaanse bommenwerpers voerden een aanval uit op de fabrieken rondom de kampen en richtten aanzienlijke schade aan, maar de kampen zelf bleven tot aan het einde van de oorlog intact. Een reden voor het uitblijven van militaire actie tegen de kampen was mogelijk de zeer grote kans op burgerslachtoffers. De enige militaire mogelijkheid was namelijk een groot bombardement vanuit de lucht.

## Sluiting en evacuatie
Toen het Rode Leger in juli 1944 de lijn Wisła-Wisłoka bereikte, op minder dan tweehonderd kilometer van Auschwitz, overwoog de Duitse leiding twee opties. De eerste optie was om het kamp op te heffen bij aanhoudende successen van het Rode Leger. De tweede optie was het kamp zo lang mogelijk open houden in de hoop dat het tij zou keren. In augustus 1944 zaten ongeveer 16 000 gevangenen in Auschwitz I; 9000 Joden, 4000 Polen en 3000 personen met een andere nationaliteit. In Auschwitz II bevonden zich op dat moment zo'n 88 000 gevangenen. De Duitsers namen tegen het einde van 1944 maatregelen voor een eventuele sluiting van het kamp. De essentiële functies bleven wel intact.
De nazi's wisten dat de geallieerde legers spoedig voor de poorten van de kampen zouden staan. In het voorjaar van 1944 had Himmler het bevel gegeven tot de A-Fall, hetgeen inhield dat zodra de geallieerde legers het kamp in zicht hadden, de beslissingsbevoegdheid overging op de kampleiding, die alles in het werk moest stellen om zo veel mogelijk bewijs te vernietigen.
De nazi's stopten in november 1944 met het doden van de Joden. De meeste Joden die in het Sonderkommando (gevangenen die in de crematoria en gaskamers werkten) zaten werden door de SS geëxecuteerd omdat ze als getuigen werden gezien. Veel van hen waren al op 7 oktober vermoord, nadat een opstand van het Sonderkommando was mislukt. Toch hebben enkele leden van het Sonderkommando het kamp overleefd.
Crematorium IV werd nadat het tijdens de opstand beschadigd was buiten gebruik gesteld. In november en december plaatsten de Duitsers explosieven bij de andere crematoria om deze indien nodig op te kunnen blazen. De gaskamers werden onklaar gemaakt en ook de crematoria II en III werden technisch buiten werking gesteld. Crematorium V en de bijbehorende gaskamer bleven tot de sluiting van het kamp in werking.
Eind 1944 werden ook de putten met lijken en as geruimd. Tevens werden niet-noodzakelijke documenten en lijsten over de gevangenen en massamoord vernietigd. In diezelfde periode werden zo veel mogelijk materialen, variërend van hout en bakstenen tot gestolen sieraden van de gevangenen uit het kamp verwijderd.
De nazi's wilden al het mogelijke bewijs van de massamoord vernietigen. Een onderdeel hiervan was de evacuatie van de gevangenen in de vernietigingskampen. De evacuatie van Auschwitz kwam in het tweede deel van 1944 op gang. Via zogenoemde dodenmarsen werden gevangenen lopend getransporteerd naar concentratiekampen dieper in het Derde Rijk. De nazi's waren bang dat ze na de bevrijding als getuigen zouden kunnen fungeren. Zaten er in augustus 1944 nog ruim 130 000 mensen in Auschwitz gevangenen, aan het einde van datzelfde jaar was meer dan de helft vertrokken.
Tijdens de dodenmarsen kwamen grote aantallen mensen om het leven. De bekendste dodenmars vond plaats in januari 1945, toen de Sovjettroepen de grens met Polen waren overgestoken. Negen dagen voordat de Sovjets in Auschwitz aankwamen, begeleidde de SS 60 000 gevangenen uit het kamp. Ze moesten naar Loslau lopen, bijna zestig kilometer verderop. Tijdens de mars naar Loslau kwamen meer dan 15 000 mensen om het leven; velen door de kou (het vroor twintig graden Celsius), anderen werden door de SS doodgeschoten. Aangekomen in Loslau werden ze in goederenwagons gezet en overgebracht naar kampen dieper in het Derde Rijk. De zwakkeren waren achtergebleven in het kamp. Een kleine negenduizend zieken bleven met enkele SS-eenheden in het kamp. Deze eenheden vermoordden nog enkele honderden zieken, terwijl een paar honderd anderen om het leven kwamen door kou en voedselgebrek.

## Bevrijding van Auschwitz

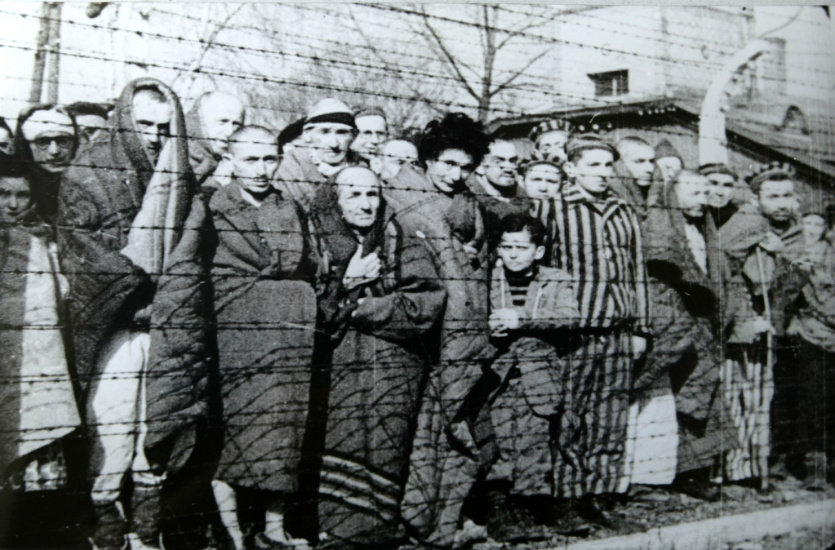
Bevrijde gevangenen in Auschwitz, januari 1945

Terwijl de SS een groot deel van de gevangenen vanuit Auschwitz naar andere kampen leidde, was men druk bezig om de laatste stappen te zetten om de bewijsmaterialen van de misdaden te vernietigen. Op 20 januari 1945 werden de crematoria II en III opgeblazen. Deze twee crematoria waren al in een eerder stadium onklaar gemaakt. Op 23 januari werd Kanada II, het opslagcomplex voor van de gevangenen gestolen goederen vernietigd. Crematorium V werd op 26 januari opgeblazen.
De bijna negenduizend gevangenen die nog in Auschwitz aanwezig waren, bevonden zich in uitermate slechte omstandigheden. De meesten waren ziek of uitgeput en hadden bovendien een tekort aan voedsel en nauwelijks beschutting tegen de kou. De SS had de intentie om alle nog overgebleven gevangenen te elimineren, maar had daarvoor te weinig tijd. Ongeveer zevenhonderd gevangenen werden vermoord door de SS, alvorens de Sovjettroepen arriveerden. Het overgrote deel van de SS'ers verliet het kamp op 20 en 21 januari. Er bleven enkele kleine eenheden achter in het kamp om de gevangenen in bedwang te houden en te elimineren. Troepen van de Wehrmacht passeerden het kamp en plunderden de opslagplaatsen die nog niet leeg waren. Diverse gevangenen maakten van de verwarde situatie gebruik en ontsnapten uit het kamp.
Op 27 januari 1945 trokken de eerste troepen van het Rode Leger het kamp binnen. Ze vonden ongeveer 7500 uitgeputte en doodzieke gevangenen. De soldaten werden als bevrijders onthaald door de overgebleven gevangenen. Naast de vele duizenden uitgeputte en zieke achterblijvers vonden ze in de opslagplaatsen meer dan één miljoen tenues en kostuums, 7000 kilogram vrouwenhaar en duizenden schoenen. Bij de bevrijding van de stad en de diverse kampen van Auschwitz kwamen 230 Russische soldaten om het leven. Na de oorlog hielden de Russen en Polen nog tot midden 1948 vele duizenden voornamelijk Duitse en Oekraïense militairen, maar ook burgers gevangen in het stamlager, en het merendeel hiervan is afgevoerd naar de Goelag.
Medische eenheden van het Rode Leger gaven in Auschwitz eerste hulp. Er werden twee veldhospitalen ingericht. Veel Poolse gevangenen uit de stad en de omgeving van Auschwitz, maar ook uit andere delen van het land, kwamen eveneens hulp bieden. De meesten van hen behoorden tot het Poolse Rode Kruis. Begin februari richtte het Poolse Rode Kruis het kampziekenhuis op. Meer dan 4500 ex-gevangenen uit meer dan twintig landen werden geholpen in dit ziekenhuis of in de veldhospitalen van het Rode Leger. De meesten van hen waren bedlegerig. Onder de gevangenen waren meer dan vierhonderd kinderen.
Honderden vuile, bedlegerige patiënten werden van hun bed gehaald en naar schone ruimtes gebracht. De ex-gevangenen kregen een aangepaste hoeveelheid eten, die langzaam werd opgevoerd tot een normale hoeveelheid. Enkele weken na de bevrijding waren er nog altijd patiënten die het brood onder hun matras verstopten, in de veronderstelling dat het elke dag afgelopen kon zijn met de maaltijden. Ex-gevangenen die in relatief goede conditie waren, verlieten direct na de bevrijding het kamp. De meeste patiënten in het ziekenhuis verlieten deze plaats na drie à vier maanden. Het grootste deel van de kinderen verliet Auschwitz in groepen in februari en maart 1945. De meesten gingen naar kindertehuizen of andere instanties. Slechts enkelen werden met hun ouders herenigd.
In de nacht van 5 op 6 juni 2021 stierf in München op 98-jarige leeftijd de laatste bevrijder van Auschwitz, de Russische soldaat David Dushman Sel.

## Slachtoffers

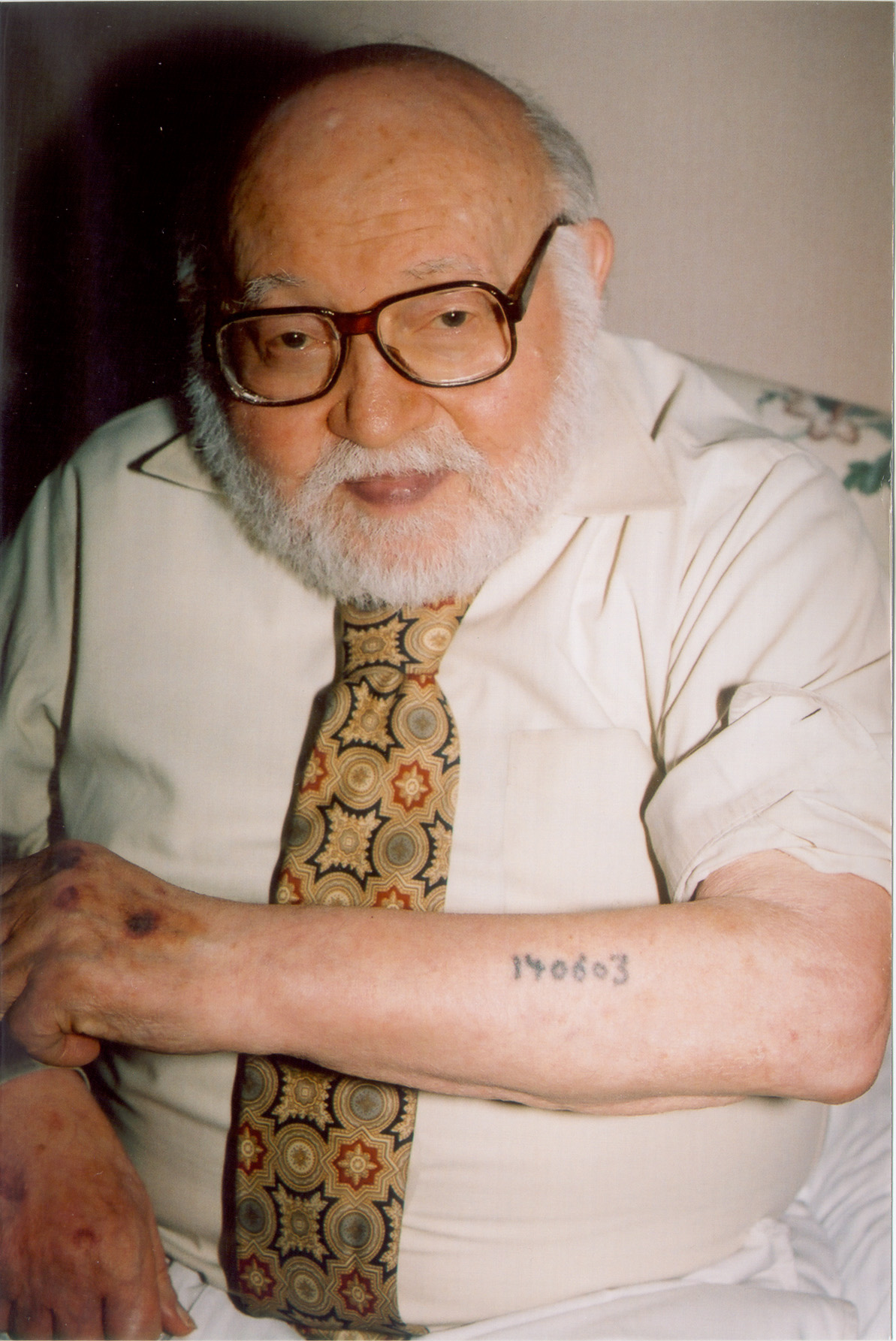
Sam Rosenzweig overleefde Auschwitz en toont zijn getatoeëerde identificatienummer

Toen het Rode Leger eind 1944 oprukte, werd de omvangrijke administratie door de Duitsers in Auschwitz verbrand en de schattingen over het werkelijk aantal slachtoffers lopen sterk uiteen. Zo komt der Spiegel journalist Fritjof Meyer in zijn studie uit op een aantal van 510 000 en J.C Pressac komt in zijn monumentale en zeer uitgebreide studie uit 1993 uit op een aantal van tussen de 630.000 en 710.000 omgebrachte mensen. Verdere schattingen lopen uiteen van 800.000 tot vijf miljoen.
Rudolf Höss liet in de rechtbank weten dat Adolf Eichmann hem had verteld dat er 2,5 miljoen mensen waren vergast en er een half miljoen mensen op natuurlijke wijze om het leven was gekomen. Later liet hij weten dat dit aantal overdreven was en dat ook Auschwitz een limiet had.
Veel onderzoekers onderschrijven de schattingen uit 1994 van de Poolse historicus Franciszek Piper. Volgens zijn schattingen werden ongeveer 1,3 miljoen mensen naar Auschwitz gedeporteerd, onder wie circa 1,1 miljoen Joden, 140 000 Polen, 23 000 zigeuners, 15 000 Russische krijgsgevangenen en ruim 25 000 slachtoffers van andere etniciteiten.
Van de 1,3 miljoen gedeporteerden overleefden ongeveer 1,1 miljoen Auschwitz niet. Onder de slachtoffers bevonden zich ongeveer één miljoen Joden, 70 000 Polen, 21 000 zigeuners, vrijwel alle Russische krijgsgevangenen en ruim 10 000 slachtoffers van andere etniciteiten.
Het aantal overlevenden van Auschwitz wordt geschat op 200 000. Hierbij zijn gevangenen die vanuit Auschwitz naar andere kampen gedeporteerd werden wel meegerekend, ook als die in of op weg naar die kampen om het leven kwamen.
De namen van slachtoffers zijn vaak bekend, doordat die door de Duitsers werden bijgehouden. In Nederland zijn deze gepubliceerd in de gedenkboeken van de Oorlogsgravenstichting (algemeen) en in het Joods Monument.

### Nederlandse slachtoffers
In Auschwitz kwamen 57 000 uit Nederland getransporteerde mensen aan. Van hen werden er 38 000 direct vergast, de overige 19 000 werden eerst als gevangene ingeschreven. Van die 19 000 zouden er 900 de oorlog overleven.
De Nederlanders werden met 68 treinen naar Auschwitz gedeporteerd: 65 uit Kamp Westerbork, 1 uit Apeldoorn (vertrek op 22 januari 1943, met voornamelijk patiënten en een deel van het personeel van het Joodse Krankzinnigengesticht Het Apeldoornsche Bosch) en 2 uit Kamp Vught (vertrek op 15 november 1943 en 3 juni 1944). Sporadisch ontvluchtten mensen tijdens de reis; aantallen en identiteit van gedeporteerden waren wel bekend bij vertrek, maar werden niet gecontroleerd bij aankomst.

### Bekende gevangenen en slachtoffers
- Anne Frank was tussen september en oktober 1944 gevangene in Auschwitz II-Birkenau, ze werd daarna naar Bergen-Belsen gebracht, waar ze aan vlektyfus stierf.
- Primo Levi, Italiaans-Joodse schrijver en scheikundige, overleefde Auschwitz III-Monowitz en schreef later over zijn ervaringen in o.a. Is dit een mens en Het periodiek systeem.
- Elie Wiesel, Joods-Roemeens-Frans-Amerikaans schrijver overleefde Auschwitz III-Monowitz en schreef over zijn ervaringen.

## Berechting

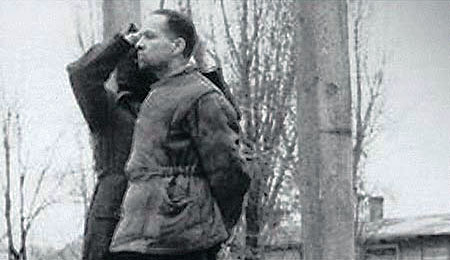
Rudolf Höss vlak voordat hij wordt opgehangen

In Auschwitz werkten door de jaren heen ongeveer 8000 nazi's, 7000 van hen maakten het einde van de oorlog mee. Een paar honderd van hen zijn vervolgd, maar ze zijn niet allemaal daadwerkelijk veroordeeld.
Zoals alle concentratiekampen werden de kampen in Auschwitz ook door de SS geleid. De commandanten waren:
- Rudolf Höss (mei 1940 – november 1943)[49]
- Arthur Liebehenschel (november 1943 – mei 1944)[49]
- Richard Baer (mei 1944 – januari 1945)[49]

Het Hoogste Gerechtshof in Warschau veroordeelde Höss op 2 april 1947 tot de dood. Hij werd twee weken later naast het crematorium van Auschwitz I opgehangen. Liebehenschel werd tijdens het eerste Auschwitzproces veroordeeld tot de dood. Baer dook na de oorlog onder in Hamburg en werd pas in 1960 opgespoord en gearresteerd. Hij overleed drie jaar na zijn arrestatie.

### Bergen-Belsenproces
Al vrij snel na de oorlog werden diverse processen opgestart tegen medewerkers van concentratiekampen. Tijdens het Bergen-Belsenproces werden de eerste personen die actief waren geweest in Auschwitz berecht. Het proces wordt daarom ook wel als het eerste Auschwitzproces beschouwd. Daardoor werden er twee verschillende aanklachten gedaan tijdens dit proces. Elf personen werden aangeklaagd voor het begaan van misdaden tegen de menselijkheid in concentratiekamp Auschwitz. Daarnaast werd diezelfde groep voor hetzelfde vergrijp in Bergen-Belsen aangeklaagd. Een aantal anderen werd alleen aangeklaagd voor misdaden tegen de menselijkheid in Bergen-Belsen.

### Eerste Auschwitzproces

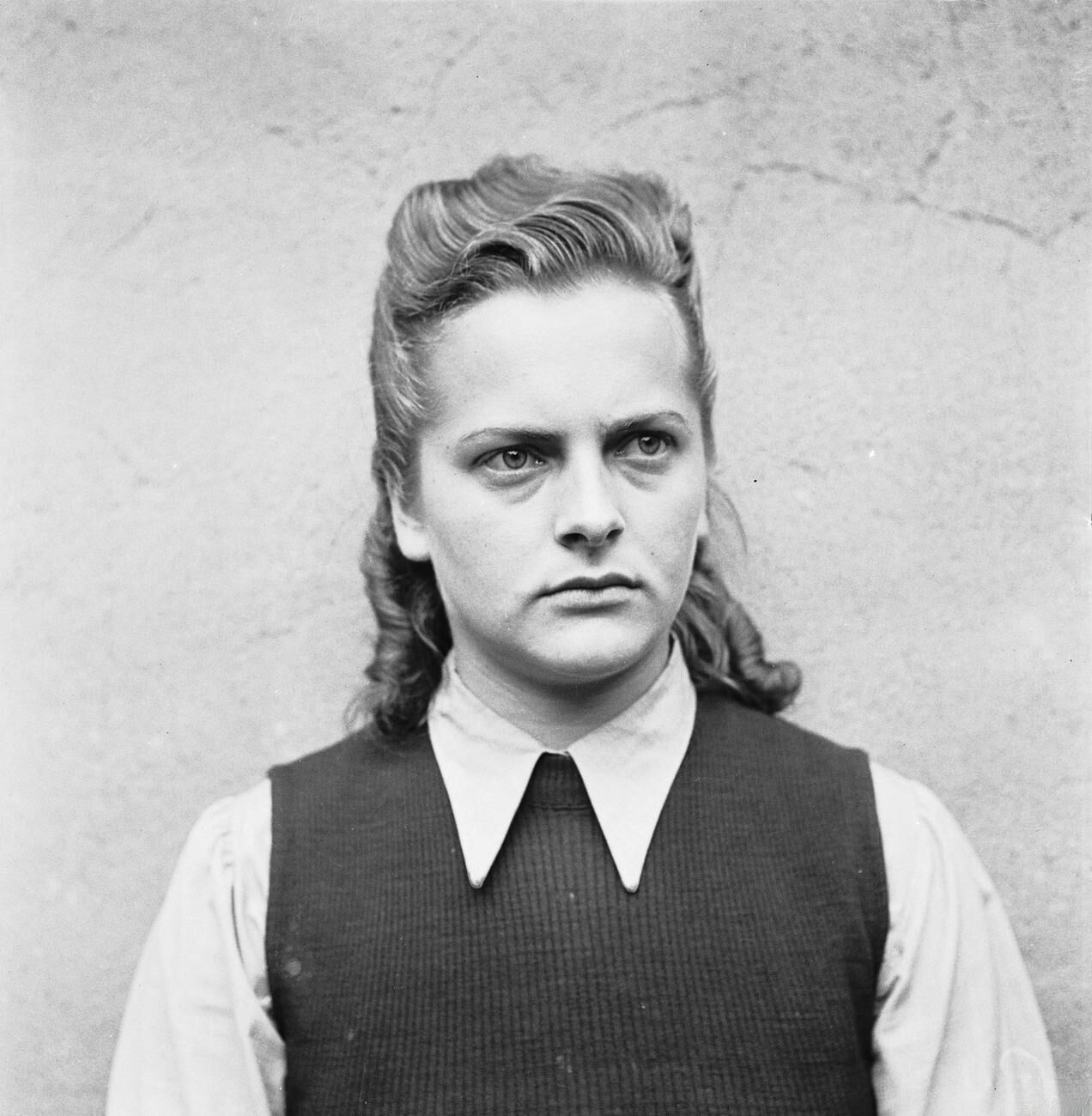
Irma Grese was de bekendste vrouwelijke bewaker in Auschwitz. Ze werd tijdens het Bergen-Belsenproces ter dood veroordeeld

Het eerste Auschwitzproces vond plaats van 24 november tot 22 december 1947 in Krakau. Al voor de aanvang van dit proces was kampcommandant Rudolf Höss veroordeeld tot de doodstraf en opgehangen in Auschwitz.
De bekendste veroordeelden waren Arthur Liebehenschel, voormalig commandant, Maria Mandl, hoofd van de vrouwenkampen en SS-doktor Johann Kremer. Achtendertig andere SS-officieren die als bewaker of arts in het kamp werkzaam waren geweest, waaronder vier vrouwen, werden ook veroordeeld.
Liebehenschel, Mandel en Kremer werden ter dood veroordeeld. Hetzelfde gebeurde met Hans Aumeier, August Bogusch, Theresa Brandl, Arthur Breitwiser, Fritz Buntrock, Wilhelm Gehring, Paul Götze, Max Grabner, Heinrich Josten, Hermann Kirschner, Josef Kollmer, Franz Kraus, Herbert Ludwig, Karl Möckel, Kurt Müller, Erich Mühsfeldt, Ludwig Plagge, Hans Schumacher en Paul Szczurek.
Luise Danz, Hans Koch, Anton Lechner, Adolf Medefind, Detlef Nebbe en Karl Seufert werden veroordeeld tot levenslange gevangenisstraf. Oswald Kaduk werd veroordeeld tot 25 jaar gevangenschap. Alexander Bülow, Hans Hofmann, Hildegard Lächert, Eduard Lorenz, Alice Orlowski, Franz Romeikat en Johannes Weber werden elk veroordeeld tot 15 jaar. Richard Schröder kreeg 10 jaar gevangenschap, Erich Dinges vijf jaar en Karl Jeschke drie jaar. Hans Münch was de enige die tijdens dit proces werd vrijgesproken.
Alle executies werden op 18 januari 1948 in de gevangenis van Krakau uitgevoerd.

### Tweede Auschwitzproces
Het tweede Auschwitzproces vond plaats van 20 december 1963 tot 19 augustus 1965 in Frankfurt. Hier werden twintig oorlogsmisdadigers die actief waren in Auschwitz berecht. Er werden geen doodstraffen uitgesproken, wel werden zes aangeklaagden veroordeeld tot een levenslange gevangenisstraf. Er werden echter ook vijf mensen vrijgesproken.
Emil Bednarek, Oswald Kaduk, Franz-Johann Hofmann, Josef Klehr, Wilhelm Boger, Stefan Baretzki kregen een levenslange gevangenisstraf. Robert Mulka werd veroordeeld tot veertien jaar, Hans Stark kreeg tien jaar gevangenisstraf en Viktor Capesius tot negen jaar. Andere veroordeelden waren Karl-Friedrich Höcker (7 jaar), Willi Frank (7 jaar), Bruno Schlage (6 jaar), Klaus Dylevski (5 jaar), Herbert Scherpe (4 jaar en 6 maanden), Perry Broad (4 jaar), Emil Hantl (3 jaar en zes maanden) en Franz Lucas (3 jaar en 3 maanden).
Wilhelm Breitwieser, Gerhard Neubert, Hans Nierzwicki, Willi Schatz en Johann Schobert werden vrijgesproken. In deze processen stonden alleen hen terecht die aantoonbaar en actief aan de misdaden hadden deelgenomen en afgesproken was om de ruim 8000 bewakers die daar dienstplicht gestationeerd waren niet te vervolgen.

### Vervolgprocessen
In december 1965 werden Joseph Erber en Wilhelm Burger berecht. Erber werd op 16 september 1966 veroordeeld tot een levenslange gevangenisstraf. Daarna werden tussen 1973 en 1981 nog een aantal oorlogsmisdadigers individueel berecht, onder wie Willi Rudolf Sawatzki, Frey Czerwinski en Karl Schmidt.
In 2013 werden enkele bewakers alsnog aangeklaagd en tot gevangenisstraffen veroordeeld, met als bekendste Oskar Gröning die in 2018 op 96-jarige leeftijd zijn 4-jarige straf ging uitzitten.

### Geen veroordeling
Veel SS'ers ontkwamen aan hun straf doordat ze op de vlucht sloegen naar bijvoorbeeld Argentinië of doordat er te weinig bewijsmateriaal was. In totaal werd 15% van alle SS'ers in het kamp veroordeeld. Dit percentage is in verhouding met andere concentratie- en vernietigingskampen relatief hoog.
Er waren enkele landen die de uitlevering van oorlogsmisdadigers tegenwerkten. Zo werd Horst Schumann, een voormalige SS-arts in Auschwitz, door Ghana in bescherming genomen. Hetzelfde geldt voor enkele landen in Zuid-Amerika. De SS-arts Josef Mengele, die medische experimenten op gevangenen uitvoerde en selecteerde welke gevangenen konden werken en welke rechtstreeks door moesten naar de gaskamers, is nooit opgepakt.

## Na de oorlog

### Kampen

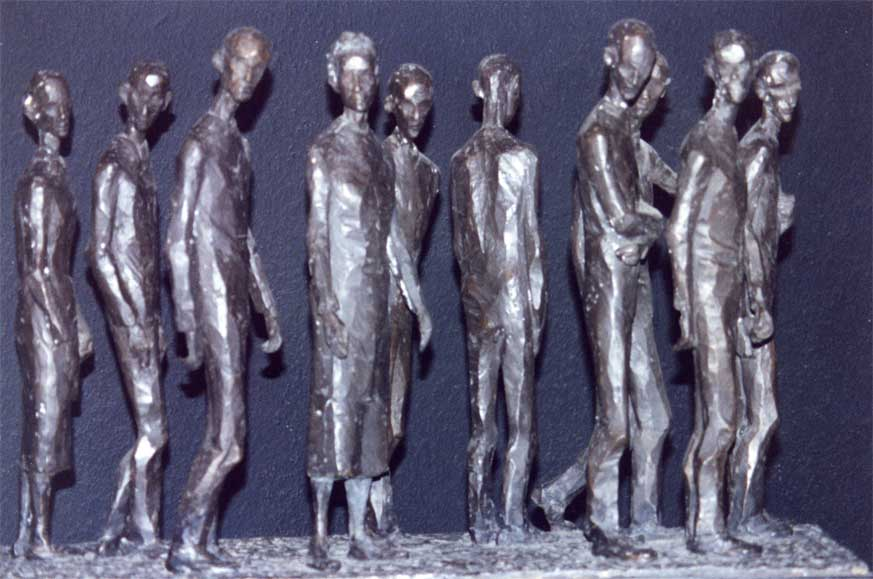
Gedenkteken in het Nederlandse paviljoen

Nadat alle gevangenen uit het kamp waren geëvacueerd, werd het Stammlager tot 1947 door de NKVD en de MBP gebruikt als tijdelijke gevangenis. De Buna Werke van Monowitz werden door de Poolse regering overgenomen, waarmee de basis voor de chemische industrie in de regio werd gelegd. Auschwitz II bleef die hele periode ongebruikt. De boeren uit de omgeving maakten daar gebruik van door regelmatig houten barakken te slopen, omdat ze het hout goed konden gebruiken voor diverse doeleinden.

## Staatsmuseum Auschwitz-Birkenau
In 1946 kwam het kamp onder beheer te staan van het Poolse ministerie voor Cultuur en Wetenschap (MKiS). Begin 1947 presenteerde Ludwik Rajewski, hoofd van de afdeling Musea en Monumenten van het MKiS, een plan om in Auschwitz I het herinneringscentrum en museum Staatsmuseum Auschwitz-Birkenau te vestigen.
In juni 1947 werd een tentoonstelling geopend in Auschwitz I. Deze tentoonstelling werd in 1950 uitgebreid en in 1955 werd de tentoonstelling geheel vervangen door een nieuwe. In het museum bevinden zich grote aantallen schoenen, koffers en andere spullen van de slachtoffers. Er is zelfs een vitrinekast van circa dertig meter lang die in zijn geheel is gevuld met het afgeschoren haar van de gevangenen.
In Auschwitz I is een herdenkingsplaquette te zien en in Auschwitz II Birkenau een groot monument. Zowel Auschwitz I als II staan op de Werelderfgoedlijst.
Medio 2008 werd bekendgemaakt dat Auschwitz dringend aan restauratie toe is. Daartoe zoekt men via internationale fora naar subsidies ter hoogte van 62 miljoen euro. De Poolse overheid schenkt jaarlijks ruim drie miljoen euro steun, vermeerderd met drie miljoen euro middelen uit opbrengsten van boeken en rondleidingen ter plaatse. Op 16 december 2009 maakte de Bondskanselier van Duitsland Angela Merkel bekend dat Duitsland 60 miljoen euro beschikbaar stelt.

#### Financiële steun
Onder meer de Nederlandse overheid draagt middels giften aan het Auschwitz-Birkenau Fonds financieel bij aan het onderhoud van alle authentieke overblijfselen van het voormalig kamp, om de herinnering aan de slachtoffers zo goed mogelijk bewaard te houden. Eind 2019 schonk de Duitse regering 60 miljoen euro extra aan het Auschwitz-Birkenau Fonds en verzocht daarbij ook andere landen om een extra inspanning. Nederland droeg eerder al 400.000 euro bij aan de stichting. In mei 2020 werd door staatssecretaris Paul Blokhuis (VWS) in het kader van 75 jaar vrijheid een extra eenmalig bedrag geschonken aan het fonds.

## Herdenkingen

### Internationale Herdenkingsdag voor de Holocaust
De dag van de bevrijding van Auschwitz, 27 januari, is sinds 1996 in Duitsland een officiële gedenkdag voor de slachtoffers van het nationaalsocialisme. Denemarken, Italië en Polen volgden het voorbeeld van de Duitsers. Op 27 januari 2005 werd de bevrijding uitgebreid herdacht in Auschwitz-Birkenau, in aanwezigheid van tal van oud-gevangenen, buitenlandse staatshoofden (waaronder koningin Beatrix) en regeringsleiders (onder andere Balkenende en Poetin). Namens de oud-gevangenen werd onder meer gesproken door Simone Veil. Sindsdien is de dag door de VN officieel benoemd tot Internationale Herdenkingsdag voor de Holocaust.

### Mars van de Levenden
Ieder jaar wordt ter nagedachtenis de Mars van de Levenden gehouden. De mars wordt gelopen door overlevenden en jongeren uit met name de Verenigde Staten en Israël tussen Auschwitz I en Auschwitz-Birkenau.

### Nederland

#### Auschwitzmonument

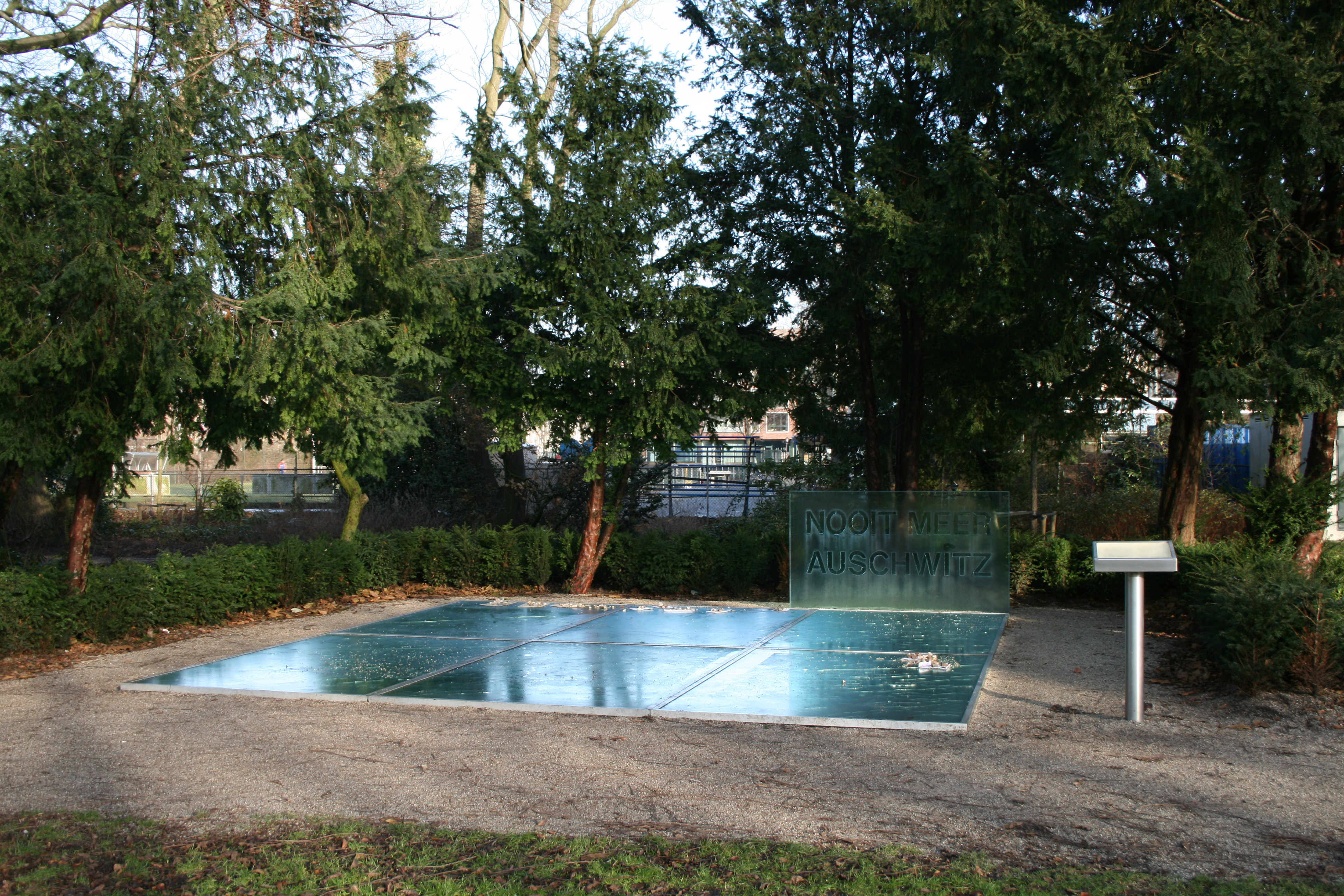
Het spiegelmonument in Amsterdam

Zeven jaar na de bevrijding van Auschwitz, in januari 1952, organiseerde de Poolse regering een internationale herdenking. Uit diverse landen werd een delegatie Auschwitz-overlevenden uitgenodigd om de herdenking bij te wonen. Bij de plechtigheid vulden alle delegaties een urn met as. Deze as, afkomstig van de verbrande gevangenen, vormt het enige stoffelijke overblijfsel van de vermoorde personen in Auschwitz. In het jaar 1952 werd op de Amsterdamse Oosterbegraafplaats een eenvoudige grafsteen geplaatst met daaronder de urn. Tot aan 1977 was dit het voornaamste monument in Nederland ter nagedachtenis aan Auschwitz.
In de loop der jaren werden de Auschwitzherdenkingen steeds meer bezocht. In de jaren zeventig werd de gedenkplaats te klein voor het aantal toegestroomde mensen. In 1977 werd op de Oosterbegraafplaats in Amsterdam een nieuw Auschwitzmonument onthuld. Het monument, gemaakt door dichter en beeldend kunstenaar Jan Wolkers, bestaat uit gebroken spiegels waarin de lucht wordt gereflecteerd. De spiegels symboliseren het feit dat de hemel na Auschwitz nooit meer ongeschonden is. In 1993 werd het spiegelmonument opgeknapt en samen met de urn overgebracht naar het Wertheimpark in Amsterdam. Bij de platen van het spiegelmonument is de urn met as van de slachtoffers bijgezet.

#### Auschwitzherdenking
Jaarlijks vindt op de laatste zondag van januari de Auschwitzherdenking plaats. Tijdens deze herdenking wordt de bevrijding van Auschwitz herdacht. De herdenking begint met een stille tocht die wordt geformeerd vanuit de Boekmanzaal in het Amsterdamse stadhuis, naar het spiegelmonument "Nooit Meer Auschwitz" dat zich in het Wertheimpark aan het einde van de Muiderstraat bevindt. Tijdens de plechtigheid wordt er een korte toespraak gehouden en een rabbijn spreekt het Jizkor en Kaddisj uit. Tevens wordt er muziek gemaakt door Roma en Sinti. Als einde van de plechtigheid worden er bloemen en kransen neergelegd bij het monument.

## Ontkenning
"Auschwitz" staat vaak symbool voor de hele Holocaust. Soms wordt ook de Holocaustontkenning aan Auschwitz opgehangen, ofschoon er in nazi-Duitsland en de geannexeerde en bezette gebieden vele concentratiekampen en vernietigingskampen waren.
Specifiek met betrekking tot Auschwitz is over de ontkenning het volgende te melden:
- De Iraanse president Mahmoud Ahmadinejad beweert dat de Holocaust een mythe is en wilde dit laten onderzoeken.[68] In februari 2006 weigerde de Poolse regering echter visa te verstrekken aan Iraanse onderzoekers die naar Auschwitz wilden afreizen.
- In de documentaire The Truth Behind the Gates of Auschwitz - David Cole interviews Dr. Franciszek Piper laat David Cole, zelf Joods, zich rondleiden in Auschwitz. De kritische vragen die hij de gids, de conservator en de kijker stelt werden hem niet in dank afgenomen. Later verduidelijkte Cole dat zijn documentaire niet gezien moest worden als antisemitisch of negationistisch.

## Citaten
- Wat zijn het voor tijden, waarin een gesprek over bomen bijna een misdrijf is omdat het zwijgen over zoveel misdaden inhoudt!
Bertolt Brecht, 1938: "An die Nachgeborenen"
- Na Auschwitz een gedicht schrijven is barbaars.
Theodor W. Adorno, 1949: "Kulturkritik und Gesellschaft"
- Over de zeeën varen schepen, en Auschwitz is een museum.
Maurits Koopman, 1977: "Gezagvoerder, Levend tussen Auschwitz en de Zee"

## Media

### Speelfilms
- De laatste etappe (1947). Het verhaal van Mala Zimetbaum, een Antwerpse Jodin van Poolse herkomst.
- Aus einem deutschen Leben (Kotulla, 1977)
- Playing for Time (Mann, 1980)
- Schindler's List (Spielberg, 1993)
- The Grey Zone (Blake Nelson, 2001)
- Birkenau und Rosenfeld (Loridan-Ivens, 2002)
- Auschwitz (Boll, 2011)
- Son of Saul (László Nemes, 2015)
- The Auschwitz Report (2021)
- The Zone of Interest (Glazer, 2023)

### Documentaires
- Nuit et Brouillard (Resnais, 1956)
- Shoah (Lanzmann, 1985)
- Heritages (Cling, 1996)
- Auschwitz: The Nazis & The 'Final Solution' (Rees, 2005)
- Overleven in Auschwitz (Arnold, 2005)
- Escape From Auschwitz (2009). Het verhaal van Rudolf Vrba en Alfred Wetzler.

### Boeken
- Boyne, J.: The Boy in the Striped Pyjamas, Arena Amsterdam, 2006
- Buergenthal, T.: Een gelukskind van Auschwitz tot het Hooggerechtshof, Mynx, 2007
- Citroen, Hans, & Starzyńska, Barbara (2011): Auschwitz-Oświęcim. Post Editions, Rotterdam. 220 p. ISBN 978-94-6083-040-2 (Ned. uitg.), ISBN 978-94-6083-050-1 (Eng. uitg.), ISBN 978-94-6083-054-9 (Dui. uitg.). INHOUD: Mythe en werkelijkheid over de relatie tussen de stad en het vernietigingscomplex, vanaf WO-II tot 2010. Met foto's.[69]
- Fenelon, F.: The Musicians of Auschwitz, London, 1977
- Göndör, F.: Ik overleefde Auschwitz, Eenvoudig Communiceren B.V, 2007
- Gradowski, Z.: In het hart van de hel: Sonderkommando in de gaskamers en crematoria van Auschwitz, Verbum, 2008
- Hammelburg-de Beer, Hans: Ontmoetingen in de hel Auschwitz-Gross Rosen, Verbum, 2005
- Herzberg, H: Door het oog van de naald, Verbum, 2006
- J.C. Pressac Auschwitz: Technique and Operation of the Gas Chambers
- Rees, Laurence: Auschwitz, Ambo, 2008
- Smolen, K.: Auschwitz-Birkenau Informatiegids, Oświęcim, 2003
- Sonnino, P.: Zo was het, Athenaeum-Polak & Van Gennep, 2007
- Steinbacher, Sybille: Auschwitz een geschiedenis, Uitgeverij het Spectrum, 2005
- Venezia, S.: Sonderkommando Auschwitz, Ambo, 2008
- Vrba, R.: Ik ontsnapte uit Auschwitz, Kok Omniboek, 2007
- Morris, H.: De tatoeëerder van Auschwitz, 2018
- David Van Turnhout & Dirk Verhofstadt: Ide Leib Kartuz. Kleermaker in Auschwitz, Houtekiet, 2019